# Любов сред развалините
„Любов сред развалините“ (на английски: Love Among the Ruins) е американска романтична комедия от 1975 г. В главните роли са Катрин Хепбърн и Лорънс Оливие. Режисьор на филма е Джордж Кюкор.

## Сюжет
Историята се развива през 1911 г. в края на периода на Едуардианската епоха. Джесика Медликот е стара дама, бивша актриса от лондонския театър, обвинена, че се е срещала, ухажвала, обещала да се ожени, а след това се е оттеглила и е изоставила ухажора. Тогава по-младият бивш годеник завежда дело, търсейки 50 000 паунда за обезщетение за нарушението на нейното обещание. Тя наема най-големия адвокат в империята, сър Артър Гранвил-Джоунс, за да я защитава. Между другото се оказва, че той е мъж, който тя е прелъстила и изоставила преди 40 години, но оттогава е останал безнадеждно влюбен в нея.

## В ролите
| Актьор         | Роля                 |
| -------------- | -------------------- |
| Катрин Хепбърн | Джесика Медликот     |
| Лорънс Оливие  | Артър Гранвил-Джоунс |
| Колин Блакли   | Джей Еф Дивайн       |
| Ричард Пиърсън | Друс                 |
| Джоан Симс     | Фани Прат            |
| Лий Лоусън     | Алфред Прат          |
| Гуен Нелсън    | Хърмайони Дейвис     |
| Робърт Харис   | съдията              |